# Xanthia phaiopsis
Xanthia phaiopsis là một loài bướm đêm trong họ Noctuidae.